# Емі Ван Дікен
Емі Ван Дікен  (англ. Amy Van Dyken; нар. 15 лютого 1973) — американська плавчиня, олімпійська чемпіонка.

## Виступи на Олімпіадах
| Олімпіада    | Дисципліна                            | Місце |
| ------------ | ------------------------------------- | ----- |
| Атланта 1996 | плавання на 50 метрів вільним стилем  | 1     |
| Атланта 1996 | плавання на 100 метрів вільним стилем | 4     |
| Атланта 1996 | естафета 4 × 100 вільним стилем       | 1     |
| Атланта 1996 | плавання на 100 метрів, батерфляй     | 1     |
| Атланта 1996 | комплексна естафета 4 × 100           | 1     |
| Сідней 2000  | плавання на 50 метрів вільним стилем  | 4     |
| Сідней 2000  | естафета 4 × 100 вільним стилем       | 1     |
| Сідней 2000  | комплексна естафета 4 × 100           | 1     |